# Turniej o Złoty Kask 2023
Turniej o Złoty Kask 2023 – 63. edycja turnieju, corocznie organizowanego przez PZMot. Rozegrano trzy turnieje eliminacyjne oraz finał, który odbył się 6 maja 2023 roku na Stadionie im. Mariana Spychały w Opolu oraz zwyciężył Maciej Janowski (pierwotnie miał odbyć się 10 kwietnia 2023 roku, jednak został przełożony z powodu złego stanu toru oraz zapowiadających się prognoz pogodowych). Turniej był także Memoriałem im. Jerzego Szczakiela.

## Wyniki
- Opole, 6 maja 2023
- Sędzia: Paweł Słupski
- NCD: Bartosz Smektała – 60,09 w wyścigu 1[8]

| Msc. | Zawodnik            | Klub                | Pkt |             |  |
| ---- | ------------------- | ------------------- | --- | ----------- |  |
| 1    | Maciej Janowski     | Wrocław             | 14  | (3,3,3,3,2) |  |
| 2    | Bartosz Zmarzlik    | Lublin              | 13  | (2,3,3,2,3) |  |
| 3    | Piotr Pawlicki      | Wrocław             | 12  | (3,2,1,3,3) |  |
| 4    | Dominik Kubera      | Lublin              | 11  | (2,2,2,2,3) |  |
| 5    | Bartosz Smektała    | Leszno              | 9   | (3,3,0,1,2) |  |
| 6    | Przemysław Pawlicki | Zielona Góra        | 9   | (1,3,2,1,2) |  |
| 7    | Szymon Woźniak      | Gorzów Wielkopolski | 8   | (1,1,3,0,3) |  |
| 8    | Janusz Kołodziej    | Leszno              | 7   | (3,1,1,1,1) |  |
| 9    | Kacper Woryna       | Częstochowa         | 7   | (2,2,0,2,1) |  |
| 10   | Jarosław Hampel     | Lublin              | 6   | (0,0,2,3,1) |  |
| 11   | Mateusz Cierniak    | Lublin              | 6   | (2,w,1,3,0) |  |
| 12   | Wiktor Przyjemski   | Bydgoszcz           | 6   | (0,2,2,2,0) |  |
| 13   | Patryk Dudek        | Toruń               | 5   | (0,1,3,0,1) |  |
| 14   | Paweł Przedpełski   | Toruń               | 5   | (1,1,0,1,2) |  |
| 15   | Krzysztof Kasprzak  | Grudziądz           | 1   | (1,0,0,0,0) |  |
| 16   | Jakub Miśkowiak     | Częstochowa         | 1   | (0,0,1,0,0) |  |
| 17   | Maksym Drabik       | Częstochowa         | ns  |             |  |
| 18   | Bartłomiej Kowalski | Wrocław             | ns  |             |  |

Bieg po biegu
1. [60,09] Smektała, Kubera, Pawlicki, Hampel
2. [60,41] Kołodziej, Woryna, Woźniak, Dudek
3. [60,41] Pawlicki, Zmarzlik, Przedpełski, Przyjemski
4. [60,60] Janowski, Cierniak, Kasprzak, Miśkowiak
5. [60,25] Smektała, Woryna, Przedpełski, Kasprzak
6. [60,66] Janowski, Pawlicki, Dudek, Hampel
7. [61,44] Pawlicki, Przyjemski, Woźniak, Cierniak (w/su)
8. [61,38] Zmarzlik, Kubera, Kołodziej, Miśkowiak
9. [61,34] Dudek, Przyjemski, Miśkowiak, Smektała
10. [60,62] Zmarzlik, Hampel, Cierniak, Woryna
11. [60,50] Janowski, Pawlicki, Kołodziej, Przedpełski
12. [61,90] Woźniak, Kubera, Pawlicki, Kasprzak
13. [61,06] Janowski, Zmarzlik, Smektała, Woźniak
14. [61,68] Hampel, Przyjemski, Kołodziej, Kasprzak
15. [61,91] Pawlicki, Woryna, Pawlicki, Miśkowiak
16. [62,34] Cierniak, Kubera, Przedpełski, Dudek
17. [61,78] Pawlicki, Smektała, Kołodziej, Cierniak
18. [62,65] Woźniak, Przedpełski, Hampel, Miśkowiak
19. [61,75] Zmarzlik, Pawlicki, Dudek, Kasprzak
20. [62,00] Kubera, Janowski, Woryna, Przyjemski